# Unexpected Weather
Unexpected Weather is het tweede album van de Amerikaanse singer-songwriter Jane-Kelly Williams. Het werd eind 1989 uitgegeven door het Brusselse label Les Disques du Crepuscule en was alleen verkrijgbaar in Europa en Japan.

## Achtergrond
In tegenstelling tot voorganger Particular People - waarvoor Williams in Brussel verbleef - vonden de opnamen ditmaal 'thuis' plaats in de Newyorkse Planet Sound Studios. Producenten waren Joe Taylor en Steve Skinner. De inspiratie kwam vooral van Carole King en Joni Mitchell. 
Unexpected Weather werd lovend ontvangen; in Nederland sprak Oor van "een uitgelezen cd voor de zondagmorgen".
Boy I'm Just Getting Over You werd op single uitgebracht en kreeg airplay op zenders als de Vlaamse Radio 2. Cept You verscheen ook op een sampler-cd van Crepuscule. 
Williams toerde in deze periode door Europa en Japan om daarna in eigen land een contract te tekenen bij Mercury. In 1995 verscheen haar derde album met daarop nieuwe versies van Nothing But The Wind en Carry Him.

## Tracklijst
1. There's a Curtain Going Down
2. Preachin' Down in Mississippi
3. Boy I'm Just Getting Over You
4. Graceful Man
5. I Measure Your Love
6. Cept You
7. Gina
8. Nothing But The Wind
9. Ones We Do Not Know
10. Carry Him